# 咕咕也是貓
《咕咕貓》（日語：グーグーだって猫である）改編自日本漫畫家大島弓子的半自傳式同名作品（第12回手塚治虫文化賞短編賞）。2008年9月6日電影在日本上映，由犬童一心執導，小泉今日子、上野樹里、加瀨亮等人主演，本片主要是描述女性一人生存的心情故事。
本片也參加了第13屆韓國釜山國際電影節，在電影節中的「亞洲電影之窗」系列中播放。

## 簡介
居住在吉祥寺附近的天才漫畫家小島麻子（小泉今日子 飾）由於飼養多年的貓「沙巴」（サバ）過世，過度傷心以致無法繼續創作。之後她意外遇見一隻可愛的小貓，取名為咕咕，在和咕咕一起生活的日子裡，以及在Naomi（上野樹里 飾）等助手們的陪伴下，麻子漸漸找回昔日的靈感，但此時卻發生了一件她從未想過的事......

## 相關趣事
- 上野樹里與諧星團體森三中因為在片中一起飾演漫畫家的助手，在拍攝時被戲稱為「森四中」。
- 在相關的宣傳上，小泉今日子提到森四中在拍攝時食量驚人，總是不停的吃。
- 因為拍攝時合作氣氛良好，上野樹里在拍攝結束時聽到村上知子（森三中的一員）的一句玩笑話：「今後就不會再見了吧」，令她當場大哭。結果後來在一個電影的宣傳活動上，上野提及當時這段經過，當場又落淚了，引來現場其他人一陣驚呼[2][3][4]。

## 主要演員表
- 小島麻子：小泉今日子
- 咕咕：小桜エツ子（廣告配音）
- Naomi：上野樹里
- 沢村青自：加瀨亮
- 中央特快・マモル：林直次郎（平川地一丁目）
- 中央特快・タツヤ：伊阪達也
- 麻子的助手・加奈子：大島美幸（森三中）
- 麻子的助手・咲江：村上知子（森三中）
- 麻子的助手・美智子：黒沢かずこ（森三中）
- 小島麻子少女時期：小池里奈
- 英文老師・保羅溫伯格：Marty Friedman
- 幻化為人形的貓・莎法：大後壽壽花
- 山本泰助：小林亞星
- 麻子的母親：松原智惠子
- 京子：高部あい
- エリカ：柳英里紗
- 編集長・近藤：田中哲司
- 編集者・田中：村上大樹
- 梶原：でんでん
- 小林：山本浩司
- UMEZU氏：楳図かずお
- 占卜婆婆：鷲尾真知子
- 占卜婆婆：りりィ

## 得獎記錄
- 第33回報知電影賞 最佳女主角（小泉今日子）
- 第82回電影旬報 最佳女主角（小泉今日子）

## 漫畫
以電影為基礎改編的漫畫《グーグーだって猫である 映画版コミック》由秋本尚美執筆。

## 電視劇

### 演員陣容
- 小島麻子 - 宮澤理惠（香港配音：黃玉娟）
- 大森 - 長塚圭史（香港配音：陳廷軒）
- 南 - 黑木華（香港配音：詹健兒）
- 三宅 - 岸井雪乃（香港配音：廖杏茵）

#### 第1季
- 立花勝久 - 中岡創一（Lotti）（香港配音：李安邦）
- 石川莉奈 - 市川實和子、長尾寧音（中學時期）（香港配音：鄭麗麗、成瑤孆（中學時期））
- 千加子 - 菊地凛子（香港配音：張頌欣）
- 立花秀夫 - 岩松了（香港配音：陳永信）
- 流浪漢 - 田中泯（香港配音：黃子敬）

#### 第2季
- 飯田千里 - 前田敦子（香港配音：張頌欣）
- ヒナ - 柳英里紗（香港配音：陳皓宜）
- 藤木 - 橋本淳（香港配音：林筠翔）
- 小野 - 重岡漠（香港配音：陳耀楠）
- 智子 - 西田尚美（香港配音：謝潔貞）
- 守屋 - 志磨遼平（香港配音：劉奕希）
- 賀川 - イッセー尾形（香港配音：朱子聰）
- 紗榮子 - 河井青葉（香港配音：陳琴雲）
- 赤間 - 田中泯（香港配音：黃子敬）

### 製作團隊
- 原作 - 大島弓子
- 構成・監督 - 犬童一心
- 劇本 - 高田亮
- 音樂 - 高田漣
- 插曲 - 高田漣 feat. UA「パレード」（JVC / SPEEDSTAR RECORDS）

| WOWOW 連續劇W                        | WOWOW 連續劇W                        | WOWOW 連續劇W |
| ------------------------------------ | ------------------------------------ | ------------- |
|                                      | （2014.10.18 - 2014.11.8）           |               |
| 罪人的謊言 （2014.8.31 - 2014.9.28） | 股價暴跌 （2014.10.19 - 2014.11.16） |               |

| 香港 無綫網絡電視日劇台 星期二 13:30 - 14:30、16:30 - 17:30、19:30 - 20:30及22:30 - 23:30 | 香港 無綫網絡電視日劇台 星期二 13:30 - 14:30、16:30 - 17:30、19:30 - 20:30及22:30 - 23:30 | 香港 無綫網絡電視日劇台 星期二 13:30 - 14:30、16:30 - 17:30、19:30 - 20:30及22:30 - 23:30 |
| ----------------------------------------------------------------------------------------- | ----------------------------------------------------------------------------------------- | ----------------------------------------------------------------------------------------- |
|                                                                                           | （2016.9.20－2016.10.11） （2016.10.18－2016.11.15）                                      |                                                                                           |
| （2016.8.16－2016.9.13）                                                                  | （2016.11.22－2017.1.17）                                                                 |                                                                                           |

## 外部連結
- 電影韓國官方blog（页面存档备份，存于）
- （日語）電影日本官方網站
- （日語）電影日本官方blog（页面存档备份，存于）
- 互联网电影数据库（IMDb）上《貓咪咕咕》的资料（英文）